# Karl Michel (Offizier)
Karl Michel (* 28. März 1904 in Wiesbaden; † 14. Januar 1945 nahe Kuldīga, Lettische SSR) war ein deutscher Offizier der Wehrmacht, der als Randfigur in die Vorbereitung des Attentats vom 20. Juli 1944 verwickelt war und unter bis heute ungeklärten Umständen zu Tode kam. Karl Michel hinterließ mehrere Kinder, u. a. seine Tochter, die später in Berlin-Charlottenburg schaffende Malerin Ellinor Michel.

## Leben
Karl Michel trat 1925 als Polizeianwärter in die preußische Polizei der Provinz Hannover ein und wurde 1935 im Range eines Oberleutnants in die Wehrmacht übernommen. Aufgrund außerordentlich guter Beurteilungen durch seine jeweiligen Vorgesetzten, die ihm unter anderem überdurchschnittliches Durchsetzungsvermögen und Draufgängertum attestierten, stieg er in der militärischen Hierarchie stetig auf und wurde 1943 durch Adolf Hitler persönlich zum Oberstleutnant im Generalstab befördert.
Michel arbeitete unter General Friedrich Olbricht, einer der zentralen Persönlichkeiten des Attentats auf Adolf Hitler am 20. Juli 1944, als Verbindungsoffizier zum Chef des Generalstabes des Heeres. In dieser Funktion reiste Michel häufig gemeinsam mit Graf von Stauffenberg im Sonderzug, der Berlin und Lötzen verband, ins Führerhauptquartier Wolfsschanze. Die Darstellung von Jürgen Thorwald, Michel sei Nachrichtenoffizier bei Generalleutnant Heinz Hellmich (1890–1944), dem „Inspekteur der Osttruppen“ beim Oberkommando des Heeres, gewesen, ist falsch und beruht auf einer Verwechselung mit dem gleichnamigen damaligen Oberleutnant Karl Michel.
Im Dezember 1943 befand Michel sich wegen einer Meniskusoperation für mehrere Wochen in Berlin im Krankenhaus und wurde in dieser Zeit häufig von Stauffenberg besucht; worüber die beiden Männer bei diesen Besuchen sprachen, ist nicht bekannt. Carl Zuckmayer ordnete 1946 Michel in einem Bericht für das amerikanische Kriegsministerium dem Kreisauer Kreis zu. Dafür sind allerdings keine weiteren Belege bekannt. Auch ist nicht eindeutig geklärt, wie weit Michel über die Vorbereitungen des 20. Juli informiert war und er in die Verschwörung eingebunden wurde. In der Nachkriegsliteratur über das Attentat erscheint er aber mehrfach in der Liste der Verschwörungsopfer.
Zum Zeitpunkt des Attentats vom 20. Juli befand sich Michel in Italien, wo er seit Juni 1944 Erster Generalstabsoffizier (Ia) der 19. Feld-Division (L) war. Dort wurde die Division in den nächsten Wochen bei schweren Kämpfen fast vollständig zerschlagen und deshalb Mitte August offiziell aufgelöst. Am 8. August 1944 wurde Michel festgenommen, von SS-Offizieren ins Berliner Gestapohauptquartier gebracht, verhört und misshandelt. Nach drei Wochen wurde er wieder auf freien Fuß gesetzt, ohne dass er wie zahlreiche andere verhaftete Offiziere vor dem Volksgerichtshof angeklagt wurde. Er blieb jedoch unter ständiger Beobachtung durch die Gestapo. Michel kam in die sogenannte „Führerreserve“ des OKH und von dort Anfang September 1944 als Bataillonskommandeur zur 87. Infanterie-Division, die an der Ostfront bei Riga kämpfte und 1945 im Kurland-Kessel kapitulierte. Am 25. Dezember 1944 musste Michel sich auf Befehl Heinrich Himmlers in Triberg einfinden und sich dort vor einem Standgericht der SS verantworten.
Karl Michel verstarb am 14. Januar 1945 auf dem Hauptverbandplatz 563 bei Ozoli (ein Gehöft nahe Kuldīga) im heutigen Lettland. In Nachkriegs-Listen der umgekommenen Verschwörer des 20. Juli 1944 wird er als „gefallen (bei einem Todeskommando)“ geführt.
Die Umstände seines Todes sind bis heute unklar. In der Mitteilung, die seine Frau erhielt, hieß es, Michel sei durch einen Kopfschuss gefallen, als er seiner Einheit im Gefecht voranstürmte und wäre mit militärischen Ehren bestattet worden. Doch noch im Februar erreichte die Familie ein Brief von Michels Fahrer Oscar Nötzel, der andeutete, dass die tatsächlichen Todesumstände anders waren und dass er nichts darüber schreiben dürfe, der Witwe aber die Wahrheit persönlich offenbaren wolle. Erst in den 1950er Jahren kehrte Nötzel aus sowjetischer Kriegsgefangenschaft heim und berichtete, Michel sei von einem SS-Scharfschützen erschossen worden. Bei der Umbettung des anonymen Massengrabs, in dem Karl Michel beigesetzt worden sein soll, fanden sich weder seine Gebeine noch seine Erkennungsmarke, so dass bis heute nicht nachgewiesen ist, ob er tatsächlich wie von Nötzel behauptet durch einen Schuss der eigenen Seite ermordet wurde oder im Kampf fiel.
Karl Michel war Vater der Malerin Ellinor „Ello“ Michel (1939–2007), der zeitweiligen Geliebten von Andreas Baader und Mutter von Baaders Tochter Suse (* 1965).